# Estolomimus lichenophorus
Estolomimus lichenophorus là một loài bọ cánh cứng trong họ Cerambycidae.